# Salangaan
Salanganen zijn vogels uit de geslachten Aerodramus (28 spp), Collocalia (11) en Hydrochous (1), zoals:
- Atiusalangaan
- Australische salangaan
- Bergsalangaan
- Bruinstuitsalangaan
- Carolinensalangaan
- Ceramsalangaan
- Christmas-Islanddwergsalangaan
- Drieteensalangaan
- Eetbaar-nestsalangaan
- Filipijnse salangaan
- Grays dwergsalangaan
- Grijze salangaan
- Halmaherasalangaan
- Himalayasalangaan
- Hooglanddwergsalangaan
- Kinabaludwergsalangaan
- Linchidwergsalangaan
- Malabarsalangaan
- Marianensalangaan
- Markiezensalangaan
- Mauritiussalangaan
- Mosnestsalangaan
- Naaktpootsalangaan
- Oustalets salangaan
- Palausalangaan
- Reuzensalangaan
- Salomonssalangaan
- Salvadori’s dwergsalangaan
- Satijndwergsalangaan
- Seychellensalangaan
- Sulawesisalangaan
- Tahitisalangaan
- Tenggaradwergsalangaan
- Vale dwergsalangaan
- Vulkaansalangaan
- Westelijke dwergsalangaan
- Whiteheads salangaan
- Witbuikdwergsalangaan
- Witstuitsalangaan
- Zwartnestsalangaan